# 호상 (소자)
호상(胡常, ? ~ ?)은 전한 후기의 유학자로, 자는 소자(少子)이며 청하국 사람이다.

## 생애
용담(庸譚)·강박사·윤갱시의 밑에서 수학하였다. 《곡량춘추》에 통달하여 박사(博士)·부자사(部刺史)를 지냈고, 또 《좌전》을 전수하였다.
제자로 서오·소병·가호가 있었다.

## 출전
- 반고, 《한서》 권88 유림전